# Daewoo Espero

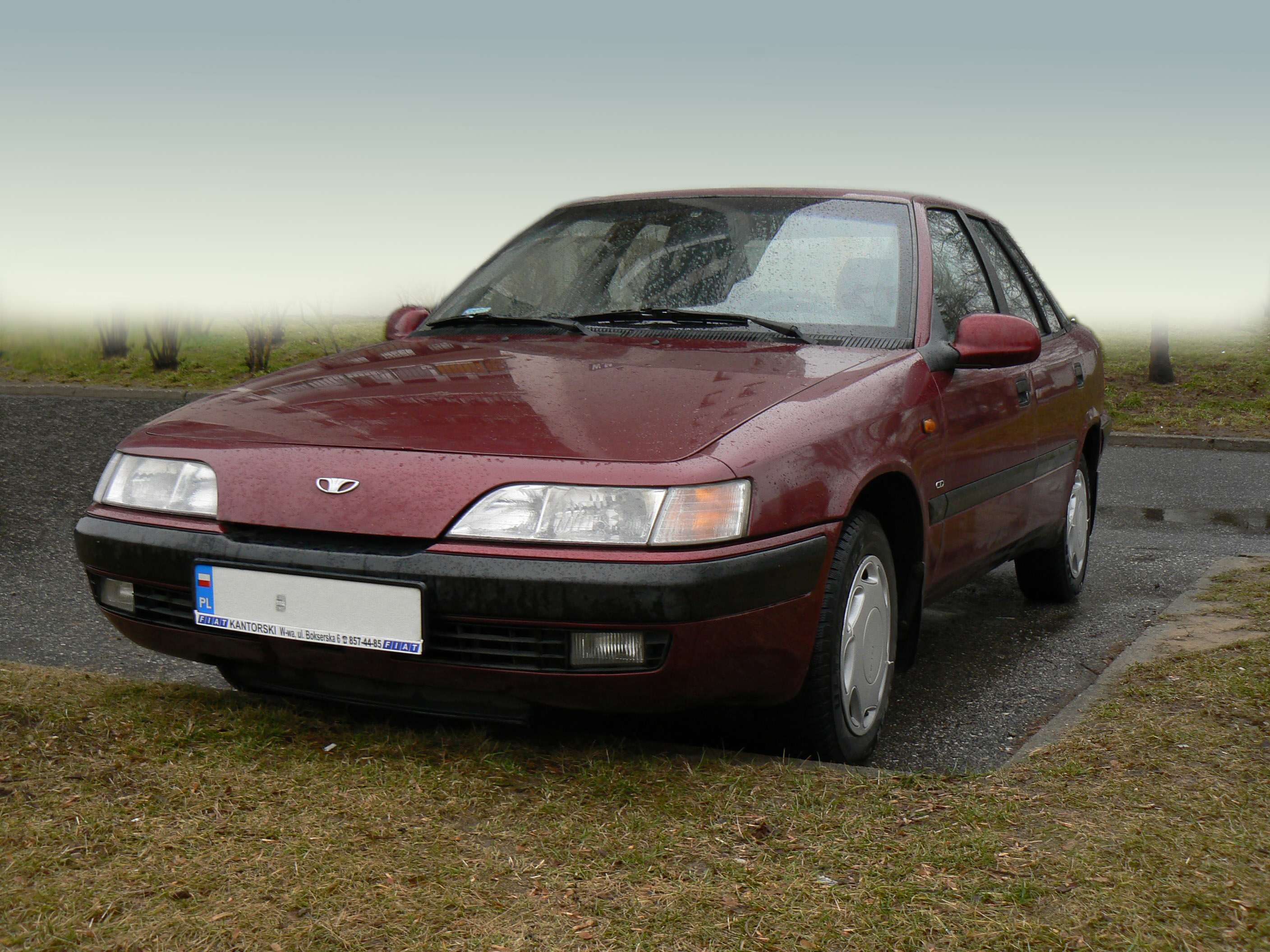
Daewoo Espero

Daewoo Espero var en mellanklassbil av sedantyp som utvecklades i samarbete med General Motors 1990. Daewoo var, vid denna tid, inte en del av GM. Den delade exempelvis bottenplatta med Opel Ascona. Karossen var dock helt egen och ritades av Bertone. På vissa marknader gick den även under namnet Daewoo Aranos. Tillverkningen av Espero lades ner 1997 och ersattes av Daewoo Leganza. I Sverige har den aldrig marknadsförts.